# Bonaventure Sokambi
Tatry Bonaventure Sokambi (ur. 29 stycznia 1991 w Libreville) – gaboński piłkarz grający na pozycji napastnika.

## Kariera klubowa
Swoją karierę piłkarską Sokambi rozpoczął w klubie AS Stade Mandji. W sezonie 2008/2009 zadebiutował w jego barwach w gabońskiej pierwszej lidze. W debiutanckim sezonie wywalczył mistrzostwo Gabonu. W sezonie 2009/2010 grał w klubie Sogéa Libreville, a w sezonie 2010/2011 w US Bitam. W 2011 roku przeszedł do CF Mounana. W sezonie 2011/2012 został z nim mistrzem kraju, a w sezonie 2012/2013 wywalczył wicemistrzostwo oraz zdobył Puchar Gabonu. W sezonie 2013/2014 ponownie został wicemistrzem Gabonu.
Latem 2014 Sokambi przeszedł do klubu ASO Chlef. Swój debiut w nim zaliczył 6 lutego 2015 w zremisowanym 1:1 domowym meczu z JS Kabylie. Przed sezonem 2015/2016 przeszedł do CR Belouizdad. W 2017 grał w kameruńskim Aigle Royal Menoua, a w 2018 przeszedł do benińskiego Buffles du Borgou FC. W 2019 zakończył w nim swoja karierę.

## Kariera reprezentacyjna
W reprezentacji Gabonu Sokambi zadebiutował 17 listopada 2010 roku w przegranym 1:2 towarzyskim meczu z Senegalem. W 2015 roku został powołany do kadry na Puchar Narodów Afryki 2015. Był na nim rezerwowym i nie rozegrał żadnego meczu. Od 2010 do 2015 rozegrał w kadrze narodowej 9 meczów i strzelił 2 gole.